# Arrangement
Durch ein Arrangement wird in der Musik ein oftmals urheberrechtlich geschütztes Musikwerk mit Hilfe musikalischer oder technischer Gestaltungsmittel in seiner ursprünglichen Ausdrucksform verändert. Arrangeur ist die Person, die derartige Arrangements durchführt. Daneben existiert auch die Bezeichnung Orchestrator, dessen Tätigkeitsfeld meist auf größer besetzte orchestrale Werke abzielt.

## Allgemeines
In der klassischen Musik verlangt heutzutage die sogenannte Werktreue eine originalgetreue Wiedergabe der Partituren, selbst für geringfügige Neugestaltungen ist dadurch kein Raum. Die Werktreue verleiht den Werken einen sicheren Wiedererkennungswert, ohne Rücksicht darauf, welches Sinfonieorchester oder Ensemble sie spielt. Aber selbst bei strengen Partituren bedarf die Realisierung des Werkes doch der Interpretation durch Musiker und Sänger und damit der ästhetischen Auslegung der Noten, auch wenn die Grenzen eng gesetzt sind. Arrangements sind somit eine besondere Form der Interpretation und die Abweichung von der Partitur des Originals durch musikalische Gestaltungsmittel. Arrangements als Form der Werkinterpretation gibt es daher heutzutage meist nur bei anderen Musikstilen, insbesondere in Jazz-, Popmusik und Rockmusik. Die Arrangements des 19. Jahrhunderts oder Schönbergs Verein für musikalische Privataufführungen sind allerdings Beispiele für weitverbreitete historische Praxis von Arrangements klassischer Musik.
Als Arrangement wird nur die Neugestaltung eines Originals verstanden. Nicht unerwähnt bleiben soll, dass – auch in der klassischen Musik – Komponisten oft auf Arrangeure zurückgegriffen hatten, weil sie nicht selbst arrangieren wollten oder konnten. Das Arrangement ist eine für den Bereich der populären Musik typische kreative Erscheinung. Die Skala des Arrangements reicht hier vom gelegentlichen Eingriff bis hin zu einer vollständigen Neugestaltung des Originals.
Die Art der (Neu-)Einrichtung eines Musikstücks bzw. die Bearbeitung kann dabei sehr unterschiedlich sein:
- Der Inhalt des Originals bleibt erhalten wie etwa bei der Umschreibung (Transkription) einer Komposition für eine andere Besetzung.
- Teile des Originals oder verschiedene Originalkompositionen werden zu einer neuen Reihenfolge zusammengestellt und gegebenenfalls mit zusätzlich komponierten Überleitungen verbunden wie bei Suiten, Potpourris oder Medleys von beliebten Melodien eines bestimmten Themenkreises.

## Gestaltungsmittel
Der Stellenwert des Arrangements kann anhand der Bestandteile einer Komposition abgelesen werden. Eine Komposition besteht aus Primärkomponenten (Melodik, Rhythmik, Harmonik und Form) und Sekundärkomponenten (Arrangement, Interpretation und Aufnahmetechnik). Für Arrangements stehen dem Arrangeur musikalische und/oder technische Gestaltungsmittel zur Verfügung. Von ihnen kann er eines oder mehrere beim Arrangement betonen, andere wiederum ignorieren. Die Gestaltungsmittel bestehen insbesondere aus anderen Instrumentierungen, Reharmonisierungen oder Modulationen.

### Musikalisch
Für ein anderes Arrangement stehen dieselben Gestaltungsmittel zur Verfügung, die auch der Komponist bei der Gestaltung seines Originalwerkes anwenden kann. Zu den musikalischen Gestaltungsmitteln gehören Besetzung, Melodik, Harmonik, Rhythmik, Metrik, Tempo, Phrasierung, Artikulierung, Ornamentik, Kadenz oder Periodik.

### Technisch
Technische Gestaltungsmittel kommen im Tonstudio bei der Tonaufnahme selbst oder bei deren Postproduktion zum Einsatz, sie sind Teil der Tongestaltung. Bei der Tonaufnahme selbst können Echo- oder Nachhalleffekte eingesetzt werden, bei der Postproduktion Soundeffekte. Selbst die Abmischung als vorletzter Prozess im Tonstudio kann noch gestalterische Aspekte eines Arrangements enthalten.

## Geschichte
Die größte Bedeutung kam dem Arrangement in der nicht-orchestralen Musik seit dem 20. Jahrhundert zu.
Vor der Barockzeit gab es gar keine fest vorgeschriebenen Besetzungen und die Verzierungskunst war ein bedeutender Bestandteil der Interpretation, so dass ein und dasselbe Stück ganz unterschiedlich erklingen konnte. Es gab außerdem bereits in der Renaissance das Mittel der sogenannten Kontrafaktur, wobei z. B. ein weltliches Chorstück mithilfe eines anderen Textes in ein geistliches Werk verwandelt wurde (oder umgekehrt). Tatsächlich um eine Art von Arrangement handelte es sich, wenn beliebte Vokalwerke wie Motetten, Chansons oder Madrigale für Instrumente wie Laute, Vihuela, Harfe, Cembalo, Clavichord oder Orgel intabuliert wurden. Im Laufe des 16. Jahrhunderts wurden diese Intabulierungen nicht nur improvisatorisch mit immer virtuoseren Diminutionen oder Glosas (Verzierungen) versehen, sondern besonders komplexe und künstlerisch gelungene Diminutionen wurden auch notiert und veröffentlicht. Von einigen der damaligen „Schlager“ gibt es zahlreiche solcher instrumentalen „Arrangements“, beispielsweise wurde Orlando di Lassos Susanne un jour u. a. von Cabezón, Andrea Gabrieli, Merulo und allein viermal von Coelho bearbeitet. Auch Tänze liegen manchmal in mehreren Fassungen bedeutender Komponisten vor, wie besonders Dowlands Pavana Lacrimae (u. a. von Byrd, Giles Farnaby und Sweelinck).
In der späten Renaissance- und der Barockmusik lag schon eine Kürzelschreibweise (wie heute bei den Leadsheets) vor – der Generalbass oder basso continuo, der nur aus einer Bassstimme mit Ziffern besteht, deren genaue Besetzung (z. B. Cembalo, Orgel, Gambe, Laute, Theorbe, Gitarre u. a.) und Ausführung (Stimmenzahl, Lage, Stimmführung, Verzierungen usw.) nicht festgelegt war und oft mehr oder weniger improvisiert wurde, aber nach den relativ strengen Regeln des Kontrapunkts. Dies gibt einem Continuospieler z. B. bei einer Arie oder bei einem Konzert von Vivaldi relativ große Freiheiten (nur zur Übung und seit dem 20. Jahrhundert wurden/werden auch feste Continuostimmen notiert). Improvisiert wurden außerdem bis ins 19. Jahrhundert auch Verzierungen und Kadenzen von Sängern und Instrumentalsolisten – trotzdem ist bei all dem nicht wirklich die Rede von einem Arrangement.
Im Laufe der Musikgeschichte wurden Arrangements nicht nur von anderen Arrangeuren, sondern auch von den Komponisten der Originalwerke selbst vorgenommen. So hat z. B. Johann Sebastian Bach ein Konzert für 4 Violinen und Streichorchester in a-moll aus Vivaldis L’Estro Armonico zu einem Konzert für 4 Cembali und Streicher in h-moll (BWV 1065) arrangiert; Bach wandelte auch eigene Violinkonzerte in Cembalokonzerte um und änderte dabei die Tonarten. Es war außerdem üblich, dass Opernkomponisten, wie z. B. Georg Friedrich Händel, Arien für andere Sänger mit anderen Stimmlagen und Fähigkeiten umarrangierten, manchmal auch Arien aus einem Werk in ein anderes Werk übernahmen und dabei etwas veränderten. Beispielsweise geht Händels berühmte Arie Lascia che pianga aus der Oper Rinaldo (1711) auf die Arie Lascia la spina aus seinem Oratorium Il trionfo del Tempo e del Disinganno (1707) zurück, und diese wiederum auf eine Sarabande aus Armida (1705). Im 18. Jahrhundert wimmelte es außerdem von Sonaten (oder anderen Kompositionen), die für eine ad-libitum-Besetzung waren, z. B. „für 2 Violinen oder 2 Flöten oder 2 Oboen oder Violine und Flöte“ usw.
Im 19. Jahrhundert kam es z. B. bei Ballettmusiken häufig vor, dass sie entweder von einem Komponisten nach dem Klavierauszug orchestriert und arrangiert wurden – Cesare Pugni z. B. machte das in den 1830er- und frühen 1840er-Jahren beruflich an der Pariser Oper; oder dass sie bei späteren Wiederaufführungen von einem anderen Komponisten neu arrangiert wurden, manchmal weil sich die Mode verändert hatte. Beispiele dafür sind Pugni, Léon Minkus oder Riccardo Drigo, welch letzterer sogar 1895 einige Klavierstücke von Tschaikowski für eine Wiederaufführung von dessen Schwanensee (1877) zu einer neuen Choreografie von Marius Petipa und Lew Iwanow arrangierte. Noch im 20. Jahrhundert arrangierte John Lanchbery z. B. Ballettmusiken zu La Fille mal gardée oder La Bayadère.
Johann Strauss (Sohn) schrieb zwar die Partituren seiner eigenen Kompositionen selbst, er bearbeitete jedoch auch Opern- und Konzertmusik anderer Autoren für seine eigenen Orchester. Insgesamt gibt es von ihm mehr als 500 Arrangements fremder Kompositionen. Im 19. Jahrhundert wuchs der Bedarf an leicht auszuführenden Bearbeitungen bekannter Werke etwa für Klavier oder für Tanzorchester. Seit dieser Zeit erhielt der Begriff des Arrangements den Beigeschmack des „aus zweiter Hand stammenden Werks“. Denn Meisterwerke der Musik wurden häufig an kleinere Besetzungen insbesondere in der Salon- oder Kaffeehausmusik und an die Vorlieben von Laienmusikern oder weniger anspruchsvoller Hörerschichten angepasst, die nur die populären „schönen Melodien“ – herausgelöst aus qualitativem musikalischen Zusammenhang – hören wollten.
Während in der Kunstmusik bis in die heutige Zeit Note für Note auskomponiert und vom Komponisten instrumentiert wurde – abgesehen z. B. von den Überleitungsteilen in Kadenzen –, geben andere Musikstile der freieren Ausführung oder der Improvisation mehr Raum.
Viele im 20. Jahrhundert entstandene Musikstücke – etwa im Blues, Jazz oder Pop, in der Volksmusik und allen davon abgeleiteten Gattungen – geben den ausführenden Musikern oder Sängern größere Freiheit in der Interpretation eines Stückes. Sie erstreckt sich nicht nur auf den Ausdruck, sondern schließt auch notations-technisch relevante Aspekte ein. Stücke aus diesen Bereichen sind oft nur in Melodielinie und Harmoniefolge vorgegeben. Aufgabe des Arrangeurs ist es, aus diesen wenigen Vorgaben ein Arrangement zu machen, das den Musikern genauere Angaben oder Ausführungsmöglichkeiten gibt. Dies kann durch die Erstellung einer Partitur geschehen, durch mündliche Absprachen mit den Musikern oder auch durch Audiobeispiele.
Größere Bedeutung erlangten Arrangements erst im Jazz. Hier wird das geschriebene Arrangement bereits bei den weißen „sinfonischen“ Jazzorchestern wie Paul Whiteman, Leo Reisman oder Jean Goldkette verwendet. Berühmte Arrangeure jener Zeit waren Don Redman (für Fletcher Henderson), Doc Cook (Chicago-Jazz) oder Erskine Tate. Die Standardformeln der Big-Band-Arrangements wurden von Art Hickman, Bill Challis oder Ferde Grofé gesetzt. Insbesondere Grofé entwickelte für Paul Whiteman die Prinzipien, die in der Swing-Ära ihren Höhepunkt fanden:
- Aufteilung des Orchesters in „Sections“: Bläser, Streicher, Saxophone und Rhythmus;
- diese Sektionen spielen Call and Response oder kontrapunktisch;
- meist improvisierte Soli;
- Ensemblepassagen werden mit dem Feeling improvisierter Soli gespielt.

## Arrangement im Jazz
Charakteristisch für den Jazz ist, dass wegen vorherrschender Improvisation meist keine Notation vorliegt und damit auch keine Partituren für einzelne Instrumente vorhanden sind, wodurch das Arrangement besondere Bedeutung erhält. Unter Jazzarrangement versteht man die Einrichtung eines Musikstücks für eine andere als die originale Besetzung. Im Jazz erlangte das ausgeschriebene Arrangement besonders zu Zeiten der Big Band große Bedeutung; deren Bandleader kultivierten die Jazzarrangements für größere Bands, indem sie auf den Leistungen eines Jelly Roll Morton als Arrangeur aufbauten.
Im Gegensatz dazu steht das Head Arrangement als zwischen den Musikern lediglich mündlich abgesprochenem, spontanem Musikverlauf. Das Standard-Arrangement sieht im Jazz vor, dass nach dem Intro ein Head Arrangement folgt, das zu den Soli überleitet, die wiederum durch ein Head Arrangement abgelöst werden, um danach zum Outro zu gelangen. Im Jazz wird das Ausgangsmaterial (das „Original“) lediglich als musikalischer Kern verstanden; das jeweilige Arrangement ist die eigentliche musikalische Schöpfung. Deshalb wird im Jazz der Arrangeur oft als der eigentliche Komponist angesehen. Viele Jazztitel sind erst in der Form eines bestimmten Arrangements populär geworden, so etwa In the Mood in der Fassung von Glenn Miller (aufgenommen im August 1939). Arrangements galten und gelten im Jazz als einzigartige Identität für die Jazzband. Im Jazz dient das Arrangement als Alternative zur Improvisation und nicht als Ersatz der Improvisation wie in der Pop- und Rockmusik.

## Arrangement in Pop- und Rockmusik
Das Arrangement ist in der Pop- und Rockmusik spätestens seit Yesterday von den Beatles (Juni 1965) nicht mehr an die übliche Instrumentation einer Beatband gebunden. Es kann sich jedoch auch eng an das Original anlehnen so wie Rock Around the Clock von Bill Haley (April 1954) im Vergleich zum Original von Sonny Dae and his Knights (März 1954). Vorsichtige Neugestaltungen wie Ray Charles’ Coverversion von Eleanor Rigby (März 1968; Original von den Beatles; Juni 1966) stehen umfassenden Neuarrangements wie dem Supremes-Hit You Keep Me Hangin’ On (August 1966) von Vanilla Fudge (Mai 1967) gegenüber. 
Der letztgenannte Musiktitel ist ein Beispiel dafür, wie stark ein Arrangement zur Veränderung des Originals beitragen kann. Im Ultrasonic-Studio entstand mit Vanilla Fudge in nur einem Take eine epische Version des Supremes-Hits. Während sich Coverversionen häufig stark an das Original anlehnen, war in diesem Fall jedoch das Original kaum noch wiederzuerkennen. Das in Mono aufgenommene Stück wurde auf 6:47 min ausgedehnt und auf Zeitlupentempo verlangsamt, denn das ursprüngliche Tempo wurde auf die Hälfte reduziert. Der psychedelische Sound mit einer neoklassischen Orgelpartitur und Sitar-Passagen verfremdet das Original bis zur Unkenntlichkeit. Die auf 2:50 min verkürzte Single-Fassung erschien am 2. Juni 1967 und erregte weltweites Aufsehen.
Bekannte Arrangeure der Popmusik waren Leiber/Stoller, Jack Nitzsche, Phil Spector, George Martin oder Todd Rundgren. Das Beispiel des Musikproduzenten George Martin zeigt, dass die Aufgaben zwischen Musikproduzent und Arrangeur in der kommerziellen Musik oft fließend sind.

## Funktion
Das Arrangement soll dem Zuhörer eine weitere Variante der Interpretation des Originals nahebringen. Es kann andere Hörerkreise erschließen, wenn es im Vergleich zum Original einen anderen Musikstil präsentiert wie etwa Puttin’ on the Ritz von Taco (September 1982) gegenüber Leo Reismans Original (Januar 1930). Aus kommerziellen Gründen wird ein im Original durchgefallener Song mit Hilfe eines attraktiveren Arrangements hitparadenfähig umgestaltet, so wie bei Chubby Checkers Version von The Twist, dessen Original von Hank Ballard (November 1958) stammte. Checkers Version wies derart frappierende Ähnlichkeiten mit dem Original auf, dass Hank Ballard beim Radiohören dachte, es sei sein Stück. Checkers Version war identisch in Tonhöhe, Rhythmus und Gesang. Während das Original – zumal B-Seite – unterging, entwickelte sich Checkers Coverversion zum Millionenseller.
Das Arrangement verleiht dem Musikstück seinen prägenden Charakter, der zum Wiedererkennungswert beitragen kann. Durch ein Arrangement kann die vom Komponisten vorgegebene Struktur einer Komposition simpler oder komplexer ausgestaltet werden. Das Arrangement ist das zentrale Stilmittel der Pop- und Rockmusik. „Der Arrangeur ist das wichtigste Bindeglied zwischen einem Komponisten und dessen Komposition und den Musikern bzw. den Orchestern, die diese Musikstücke aufführen oder aufnehmen. Seine Aufgabe besteht also darin, eine bereits existierende Komposition für jede Art von Besetzung und in jeder Stilistik bearbeiten zu können.“
Heute wird insbesondere bei elektronischer und Popmusik unter dem Arrangement mitunter auch ein Teil der Bearbeitung gezählt, welcher streng genommen eher als Teil der Komposition gesehen wird bzw. einem Remix nahekommt. Als Arrangeur ist oft jemand angegeben, der bei einer bereits fertigen Aufnahme noch einmal am Aufbau des Musikstückes gearbeitet hat. Die verschiedenen Tätigkeiten sind mitunter nicht ganz klar voneinander abzugrenzen.

## Abgrenzungen
Mit dem Arrangement ist also nicht die Instrumentation an sich gemeint, sondern vielmehr die individuelle, künstlerische Art und Prägung der Aufführung durch die jeweiligen Interpreten. Transkription ist lediglich die Umschreibung von einer Notenschrift in eine andere oder die Übertragung von akustisch wahrgenommener Musik in eine Notenschrift, so dass hier die für ein Arrangement wichtigen gestalterischen Aspekte fehlen. Head Arrangements sind die zwischen Musikern vor der Aufführung abgesprochenen Gestaltungen eines Musikstückes, ohne dass diese in Noten festgehalten werden. Dabei wird die Reihenfolge der Soli oder das Wechselspiel zwischen Rhythmus- und Melodiegruppe festgelegt. 
Es handelt sich um spontane, meist im Jazz zu findende Gestaltungen, die auch für den Memphis-Soul charakteristisch waren. Zwar sind in der Musik die Wiederholungen von einzelnen Phrasen nichts Besonderes und finden im Refrain einen zentralen Baustein, doch gibt es Musikstile, die eine intensive Wiederholung einzelner Fragmente präsentieren. Dieses repetitive Arrangement ist typisch im Country Blues, Mambo, Salsa und Techno. Im Jazz spricht man von Live-Arrangement, wenn die Verteilung der Aufgaben unter den Mitspielenden erst kurz vor oder sogar erst während der Aufführung mündlich oder auf Zeichen erfolgt. Dazu müssen das Hauptthema und die Harmoniefolge allen Musikern bekannt sein. Die Tutti-Abschnitte sowie zusätzliche gewünschte Effekte muss der Bandleader vorab erläutern oder einstudieren, sie liegen (seit den 1920er Jahren) deshalb als Partitur vor. Die Solo-Teile können dann von einzelnen Musikern improvisierend gestaltet werden, wobei in besseren Arrangements auch diesen Teilen jeweils vollständige Partituren zugrunde liegen, die im Verlauf eine thematisch rhythmische Entwicklung aufweisen und die Veränderung von Solist zu Solist in die Gesamtentwicklung des Stücks musikalisch einbauen.

## Rechtsfragen
Das neue Arrangement eines Musikwerkes ist stets abhängige Bearbeitung nach § 3 UrhG oder – bei fehlender Schöpfungshöhe des Arrangements – eine abhängige andere Umgestaltung im Sinne von § 23 UrhG. In beiden Fällen ist die Einwilligung des Originalkomponisten erforderlich. Das individuelle Arrangement eines Musikwerkes ist schutzfähig, wenn der Arrangeur durch den Einsatz von Stilmitteln etwas Eigenschöpferisches schafft. Dem klassischen Arrangement spricht die Rechtsprechung eine schöpferische Eigenart nur zu, sofern das Arrangement über das rein handwerkliche Anwenden musikalischer Lehren hinausgeht. Da ein Arrangement begrifflich an einem bereits bestehenden und geschützten Werk vorgenommen wird, ist der Arrangeur als ein Bearbeiter im Sinne von § 3 UrhG anzusehen. Bei gemeinfreien Musikwerken im Bereich der U-Musik wird nicht mehr ihr ursprünglicher Komponist angegeben, sondern ihr Arrangeur. Rechtsansprüche der Arrangements werden durch die Gema vertreten.